# Jan Kavan
Jan Kavan (Londres, 17 de octubre de 1946) es un político y diplomático checo, que se desempeñó como ministro de asuntos exteriores y vice primer ministro de la República Checa y como presidente de la Asamblea General de las Naciones Unidas.

## Biografía
Nació en Londres, siendo hijo de un diplomático checoslovaco y de una maestra británica. La familia retornó a Checoslovaquia cuando era niño. Formó parte de la Primavera de Praga en 1968 y, tras ser incluido en las listas negras del Partido Comunista checoslovaco, retornó al Reino Unido. Estudió en la Universidad Carolina de Praga, en la London School of Economics y en la Universidad de Reading.
Mientras estuvo en el exilio fue editor en jefe de Palach Press, una agencia de prensa. También fue editor de East European Reporter y vicepresidente de la East European Cultural Foundation, ambas organizaciones fundadas por él. Retornó a Checoslovaquia en 1989, integrando el Foro Cívico. En 1991, fue acusado erróneamente de colaborar con el servicio secreto checoslovaco (StB) en los años 1969-1970.
En 1993 se unió al Partido Socialdemócrata Checo (ČSSD). Fue ministro de relaciones exteriores de la República Checa de 1998 a 2002 y uno de los vice primeros ministros de 1999 a 2002. Fue miembro de la Asamblea Federal Checoslovaca de 1990 a 1992, miembro del Senado de la República Checa de 1996 a 2000, y miembro de la Cámara de Diputados de 2002 a 2006.
Fue elegido presidente de la Asamblea General de las Naciones Unidas, ocupando el cargo entre 2002 y 2003, durante la 57.° sesión de la Asamblea General.